# Оката черепаха бірманська
Оката черепаха бірманська (Morenia ocellata) — вид черепах з роду Оката черепаха родини Азійські прісноводні черепахи.

## Опис
Загальна довжина карапаксу досягає 22 см. Спостерігається статевий диморфізм: самиці більші за самців, з пласким пластроном і коротшим хвостом. Голова вузька, витягнута. Карапакс опуклий із доволі високим серединним кілем. Хвіст в цілому короткий.
Голова оливково—коричнева з жовтими смугами з кожного боку голови, що йдуть від кінчика носа через орбіту ока до шиї, і ще з 2, що тягнуться від ока до шиї. Карапакс забарвлено у оливковий, темно—коричневий або чорний колір з темними колами зі світлою облямівкою на кожному щитку. Пластрон й перетинка жовті з невеликою темною пігментацією. Кінцівки оливкові або коричневі.

## Спосіб життя
Полюбляє повільні струмки, ставки, річки, болота. Дорослі особини повністю травоїдні. Молоді черепахи вживають ракподібних, дрібну рибу.
Самиця відкладає до 3 яєць. Розмір новонароджених черепашенят сягає 42,2 мм.

## Розповсюдження
Мешкає на півдні М'янми, включно штат Тенассерім.